# Ferrocarril Regional SEPTA
El Ferrocarril Regional SEPTA o SEPTA Regional Rail es un sistema de tren de cercanías que abastece al Valle de Delaware, suburbios de Filadelfia, Pensilvania. El SEPTA Regional Rail es operado por SEPTA. Inaugurado en 1983, actualmente el SEPTA Regional Rail cuenta con 13 ramales y más de 150 estaciones.